# Melissa Groo
Melissa Semmes Groo (* 19. Oktober 1962 in New York City) ist eine  US-amerikanische Wildtier- und Naturschutzfotografin sowie Naturschützerin.

## Leben
Groo wurde als Tochter von Anne W. Semmes und Lawrence Groo, Jr. in New York City geboren, wo sie auch aufwuchs. Ihr Vater war Präsident von Lawrence Groo & Company, einer in Manhattan ansässigen Vermögensverwaltungsfirma. Ihre Mutter war Fundraisingbeauftragte bei der Wildlife Conservation Society in der Bronx.
Groo erwarb einen Bachelor-Abschluss in englischer Literatur am Trinity College in Hartford und einen weiteren in Grundschulpädagogik am Santa Fe College in New Mexico. Zudem hat sie einen Master-Abschluss in Pädagogik von der Stanford University. Sie arbeitete in verschiedenen Jobs (darunter bei einem Börsenmakler oder als Silberschmiedin bei einem Schmuckdesigner), bis sie schließlich Erzieherin wurde und lernbehinderte Kinder an einer Privatschule in Connecticut unterrichtete.
Groo ist ein assoziiertes Mitglied der International League of Conservation Photographers. Seit 2016 schreibt sie alle zwei Monate eine Kolumne über Wildtierfotografie für die Zeitschrift Outdoor Photographer. Zudem ist sie Redakteurin beim Audubon Magazine und berät die National Audubon Society in Fragen der Fotografie und der Ethik in der Vogelfotografie. Sie ist Fakultätsmitglied der Summit Series of Photography Workshops. 
Ihre Arbeiten sind in der National Geographic Image Collection vertreten. 2017 wurde Groo mit dem Katie O’Brien Lifetime Achievement Award der National Audubon Society von Connecticut für ihr Engagement zum Schutz von Vögeln und Wildtieren und deren Lebensräumen ausgezeichnet. Zudem erhielt sie den Vision Award der North American Nature Photography Association, der alle zwei Jahre an einen Fotografen für herausragende Leistungen am Anfang seiner Karriere, Visionen und Inspiration für andere in den Bereichen Naturfotografie, Naturschutz und Bildung verliehen wird. 
Groo ist Beraterin für Ethik in der Wildtierfotografie. In Zusammenarbeit mit dem Vogelexperten und Naturschützer Kenn Kaufman hat sie einen Leitfaden für ethische Vogelfotografie der National Audubon Society erstellt. Sie berät zahlreiche Organisationen, öffentliche Einrichtungen und Fotowettbewerbe über bewährte ethische Praktiken in der Wildtierfotografie. Von 2014 bis 2018 war sie Vorsitzende des Ethikausschusses der North American Nature Photography Association (NAMPA), wo sie auch dem Naturausschuss angehört. Seit 2018 ist sie Ko-Vorsitzende des Ethik-Komitees der International League of Conservation Photographers. 2019 veröffentlichte sie den Ethik-Artikel How to photograph wildlife ethically in der Zeitschrift National Geographic.
Im Jahr 2020 initiierte das Cornell Lab of Ornithology Bird Photography with Melissa Groo, einen Onlinekurs für Anfänger in der Vogelfotografie. Es umfasst fast 40 Videos mit Groos Anleitungen. Groos Verbindung zum Cornell Lab of Ornithology geht auf ihre Arbeit in der Bioakustik-Forschungsabteilung zurück, wo sie von 2000 bis 2005 an der Kommunikation von Elefanten arbeitete. Von 2000 bis 2002 war sie Forschungsassistentin der Wissenschaftlerin Katy Payne im Rahmen des Elephant Listening Project und sie verbrachte mehrere Jahre im Regenwald Zentralafrikas, um Waldelefanten in freier Wildbahn zu studieren. 
Groos Fotografien erschienen auf den Titelseiten der Zeitschriften Audubon, Smithsonian, Natural History und Outdoor Photographer sowie in National Wildlife, Living Bird und Natural History. Zu ihren abgeschlossenen Projekten gehören Artikel für Audubon über amerikanische Flamingos auf der Bahamas-Insel Great Inagua und den Schneesichler in Florida sowie sechs Artikel für das Smithsonian Magazine, darunter über gefährdete Rothschild-Giraffen in Uganda, Geisterbären im Great Bear Rainforest in British Columbia, den Frühjahrszug von Kanadakranichen in Nebraska, Schneeeulen am Nest in Utqiagvik, Alaska; Hudsonschnepfen in Chile sowie über das Hawk Mountain Sanctuary in Pennsylvania. Im Jahr 2020 reiste sie im Auftrag der Zeitschrift National Geographic zu den Kanalinseln vor Kalifornien, um einen Artikel über den Insel-Graufuchs zu schreiben.
Groo gewann bei nationalen und internationalen Fotowettbewerben Preise oder erhielt lobende Erwähnungen, darunter Audubon (Gewinner des Grand Prize im Jahr 2015 für die Fotografie eines Seidenreihers bei der Balz), bei Nature’s Best und von der North American Nature Photography Association. Ihre Kunstdrucke befinden sich in Privat- und Firmensammlungen und wurden in zahlreichen Privatgalerien sowie an verschiedenen öffentlichen Orten ausgestellt, unter anderem im Smithsonian National Museum of Natural History.
Im Jahr 2017 wurde die Melissa Groo Gallery in der Kiernan Hall von Audubon Greenwich in Greenwich, Connecticut, eingerichtet, wo ihre Arbeiten auf Metall und Papier präsentiert und verkauft werden. 
Groo ist Botschafterin für das Project Coyote, einer nationalen gemeinnützigen Organisation mit Sitz in Nordkalifornien, deren Ziel es ist, durch Bildung, Wissenschaft und Lobbyarbeit den Schutz und die Koexistenz von Menschen und Wildtieren zu fördern. Zudem sitzt sie im Beirat von Wyoming Untrapped und im Vorstand der Little Egg Foundation.